# Список наград и номинаций сериала «24 часа»
За всё время трансляции сериал «24 часа» участвовал в 255 номинациях и получил 69 наград. Американская телевизионная академия присудила сериалу 20 прайм-таймовых премий «Эмми», включая премию «Эмми» за лучший драматический сериал в 2006 году. Ассоциация телевизионных критиков в 2002 году назвала сериал «Программой года»; в том же году «24 часа» получил премию «Спутник» за лучший телевизионный драматический сериал. Голливудская ассоциация иностранной прессы в 2004 году наградила «24 часа» премией «Золотой глобус» за лучший драматический сериал. Американский институт киноискусства называл «24 часа» в числе 10 лучших телесериалов в 2003, 2005 и 2006 годах. В 2006 году сериал награждён премией «Золотая Нимфа».
Съёмочная группа сериала была отмечена 1 премией Гильдии продюсеров США, 3 премиями Американской ассоциации монтажёров, 2 премиями Организации аудиомонтажёров кино. Сценаристов наградили 1 премией Гильдии сценаристов США.
Кифер Сазерленд за исполнение роли Джека Бауэра получил премию «Эмми» за лучшую мужскую роль в драматическом телесериале в 2006 году. Гильдия киноактёров США дважды наградила его за лучшую мужскую роль в драматическом сериале в 2003 и 2006 году. Сазерленд также был награждён премией «Спутник» за лучшую мужскую роль в драматическом сериале в 2002 и 2003 году. В 2002 году Голливудская ассоциация иностранной прессы вручила актёру премию «Золотой глобус» за лучшую мужскую роль в телевизионном драматическом сериале.

## Премия «Эмми»

### Прайм-таймовая премия «Эмми»
| Год  | Категория                                                     | Номинант(ы)                                                                            | Результат |
| ---- | ------------------------------------------------------------- | -------------------------------------------------------------------------------------- | --------- |
| 2002 | Лучший драматический сериал                                   |                                                                                        | Номинация |
| 2002 | Лучшая мужская роль в драматическом телесериале               | Кифер Сазерленд (эпизод «11:00 p.m. — 12:00 a.m.»)                                     | Номинация |
| 2002 | Лучшая режиссура драматического телесериала                   | Стивен Хопкинс (эпизод «12:00 a.m. — 1:00 a.m.»)                                       | Номинация |
| 2002 | Лучший сценарий драматического телесериала                    | Джоэл Сурноу и Роберт Кокран (эпизод «12:00 a.m. — 1:00 a.m.»)                         | Победа    |
| 2003 | Лучший драматический сериал                                   |                                                                                        | Номинация |
| 2003 | Лучшая мужская роль в драматическом телесериале               | Кифер Сазерленд (эпизод «Day 2: 10:00 p.m. — 11:00 p.m.»)                              | Номинация |
| 2003 | Лучшая режиссура драматического телесериала                   | Иэн Тойнтон (эпизод «Day 2: 10:00 p.m. — 11:00 p.m»)                                   | Номинация |
| 2004 | Лучший драматический сериал                                   |                                                                                        | Номинация |
| 2004 | Лучшая мужская роль в драматическом телесериале               | Кифер Сазерленд (эпизод «Day 3: 12:00 p.m. — 1:00 p.m.»)                               | Номинация |
| 2005 | Лучший драматический сериал                                   |                                                                                        | Номинация |
| 2005 | Лучшая мужская роль в драматическом телесериале               | Кифер Сазерленд (эпизод «Day 4: 2:00 a.m. — 3:00 a.m.»)                                | Номинация |
| 2006 | Лучший драматический сериал                                   |                                                                                        | Победа    |
| 2006 | Лучшая мужская роль в драматическом телесериале               | Кифер Сазерленд (эпизод «Day 5: 7:00 a.m. — 8:00 a.m.»)                                | Победа    |
| 2006 | Лучшая мужская роль второго плана в драматическом телесериале | Грегори Итцин (эпизод «Day 5: 3:00 a.m. — 4:00 a.m.» и «Day 5: 6:00 a.m. — 7:00 a.m.») | Номинация |
| 2006 | Лучшая женская роль второго плана в драматическом телесериале | Джин Смарт (эпизод «Day 5: 5:00 a.m. — 6:00 a.m.» и «Day 5: 6:00 a.m. — 7:00 a.m.»)    | Номинация |
| 2006 | Лучшая режиссура драматического телесериала                   | Джон Кассар (эпизод «Day 5: 7:00 a.m. — 8:00 a.m.»)                                    | Победа    |
| 2007 | Лучшая мужская роль в драматическом телесериале               | Кифер Сазерленд (эпизод «Day 6: 5:00 a.m. — 6:00 a.m.»)                                | Номинация |
| 2007 | Лучшая приглашённая актриса в драматическом телесериале       | Джин Смарт (эпизод «Day 6: 6:00 p.m. — 7:00 p.m.»)                                     | Номинация |
| 2009 | Лучшая женская роль второго плана в драматическом телесериале | Черри Джонс (эпизод «Day 7: 7:00 a.m. — 8:00 a.m.»)                                    | Победа    |
| 2010 | Лучшая мужская роль второго плана в драматическом телесериале | Грегори Итцин (эпизод «Day 8: 1:00 p.m. — 2:00 p.m.»)                                  | Номинация |

### Творческая церемония «Эмми»
| Год  | Категория                                                                  | Номинант(ы)                                                                                      | Результат |
| ---- | -------------------------------------------------------------------------- | ------------------------------------------------------------------------------------------------ | --------- |
| 2002 | Лучшая музыка в сериале                                                    | Шон Каллери (эпизод «7:00 a.m. — 8:00 a.m.»)                                                     | Номинация |
| 2002 | Лучшая работа художника-постановщика в сериале, снятого одной камерой      | Карлос Барбоса, Тим Бич, Эллен Брилл (эпизод «12:00 a.m. – 1:00 a.m.»)                           | Номинация |
| 2002 | Лучшее сведение звука в комедийном или драматическом сериале (одночасовой) | Уильям Гок, Майк Олмен, Кен Кобетт (эпизод «12:00 a.m. – 1:00 a.m.»)                             | Номинация |
| 2002 | Лучший монтаж драматического сериала, снятого одной камерой                | Крис Уиллингем (эпизод «7:00 a.m. — 8:00 a.m.»)                                                  | Победа    |
| 2002 | Лучший монтаж драматического сериала, снятого одной камерой                | Дэвид Б. Томпсон (эпизод «12:00 a.m. – 1:00 a.m.»)                                               | Номинация |
| 2006 | Лучшая музыка в сериале                                                    | Шон Каллери                                                                                      | Победа    |
| 2006 |                                                                            | Номинация                                                                                        |           |
| 2006 | Лучшее сведение звука в комедийном или драматическом сериале (одночасовой) |                                                                                                  | Номинация |
| 2007 | Лучшая музыка в сериале                                                    | Шон Каллери                                                                                      | Номинация |
| 2007 | Лучший монтаж звука в сериале                                              | эпизод «Day 6: 10:00 p.m. — 11:00 p.m.»                                                          | Победа    |
| 2007 | Лучшее сведение звука в комедийном или драматическом сериале (одночасовой) | эпизод «Day 6: 10:00 p.m. — 11:00 p.m.»                                                          | Номинация |
| 2007 | Лучшая постановка трюков                                                   | Джефф Кадиент (эпизод «Day 6: 6:00 p.m. — 7:00 p.m.»)                                            | Номинация |
| 2009 | Лучший монтаж драматического сериала, снятого одной камерой                |                                                                                                  | Номинация |
| 2009 | Лучшая музыка в сериале                                                    | Шон Каллери (эпизод «Day 7: 7:00 a.m. — 8:00 a.m.»)                                              | Номинация |
| 2009 | Лучший монтаж звука в сериале                                              | эпизод «Day 7: 10:00 p.m. — 11:00 p.m.»                                                          | Номинация |
| 2009 | Лучший сведение звука в комедийном или драматическом сериале (одночасовой) |                                                                                                  | Номинация |
| 2009 | Лучшая постановка трюков                                                   | Джефф Кадиент (эпизод «Day 7: 5:00 p.m. — 6:00 p.m.»)                                            | Номинация |
| 2010 | Лучшая музыка в сериале                                                    | Шон Каллери (эпизод «Day 8: 4:00 a.m. — 5:00 a.m.»)                                              | Победа    |
| 2010 | Лучший монтаж звука в сериале                                              | Уильям Дотсон, Кэтрин Спикмэн (эпизод «Day 8: 4:00 a.m. — 5:00 a.m.»)                            | Победа    |
| 2010 | Лучшее сведение звука в комедийном или драматическом сериале (одночасовой) | Уильям Ф. Гок, Майкл Олман, Кеннет Кобетт, Ларольд Рибен (эпизод «Day 8: 3:00 p.m. — 4:00 p.m.») | Номинация |
| 2010 | Лучшая постановка трюков                                                   | Джефф Кадиент (эпизод «Day 8: 6:00 p.m. — 7:00 p.m.»)                                            | Номинация |

## Премия «Золотой глобус»
«Золотой глобус» — американская премия, присуждаемая Голливудской ассоциацией иностранной прессы с 1944 года за кинофильмы и телевизионные картины. Вручается каждый год в январе по результатам голосования примерно 90 международных журналистов, живущих в Голливуде.
| Год  | Категория                                                 | Номинант                                    | Результат |
| ---- | --------------------------------------------------------- | ------------------------------------------- | --------- |
| 2002 | Лучший драматический сериал                               |                                             | Номинация |
| 2002 | Лучшая мужская роль в телевизионном драматическом сериале | Кифер Сазерленд                             | Победа    |
| 2003 | Лучший драматический сериал                               |                                             | Номинация |
| 2003 | Лучшая мужская роль в телевизионном драматическом сериале | Кифер Сазерленд                             | Номинация |
| 2003 | Лучшая мужская роль второго плана в телесериале           | Деннис Хэйсберт                             | Номинация |
| 2004 | Лучший драматический сериал                               |                                             | Победа    |
| 2004 | Лучшая мужская роль в телевизионном драматическом сериале | Кифер Сазерленд                             | Номинация |
| 2005 | Лучший драматический сериал                               |                                             | Номинация |
| 2006 | Лучшая мужская роль в телевизионном драматическом сериале | Кифер Сазерленд                             | Номинация |
| 2007 | Лучший драматический сериал                               |                                             | Номинация |
| 2007 | Лучшая мужская роль в телевизионном драматическом сериале | Кифер Сазерленд                             | Номинация |
| 2009 | Лучшая мужская роль в мини-сериале или телефильме         | Кифер Сазерленд (фильм 24 часа: Искупление) | Номинация |

## Премия Американской ассоциации звукорежиссёров
Премия Американской ассоциации звукорежиссёров (CAS Awards), была учреждена в 1964 году и присуждается за выдающиеся достижения в сфере сведения звука в кино и на телевидении.
| Год  | Категория                                              | Номинант                                  | Результат |
| ---- | ------------------------------------------------------ | ----------------------------------------- | --------- |
| 2003 | Выдающиеся достижения в сведении звука для телесериала | (эпизод «11:00 p.m. — 12:00 a.m.»)        | Номинация |
| 2004 | Выдающиеся достижения в сведении звука для телесериала | (эпизод «Day 3: 5:00 p.m. — 6:00 p.m.»)   | Победа    |
| 2005 | Выдающиеся достижения в сведении звука для телесериала | (эпизод «Day 3: 6:00 a.m. — 7:00 a.m.»)   | Номинация |
| 2006 | Выдающиеся достижения в сведении звука для телесериала | (эпизод «Day 4: 6:00 a.m. — 7:00 a.m.»)   | Номинация |
| 2007 | Выдающиеся достижения в сведении звука для телесериала | (эпизод «Day 6: 10:00 p.m. — 11:00 p.m.») | Номинация |
| 2009 | Выдающиеся достижения в сведении звука для телесериала | (эпизод «Day 7: 10:00 p.m. — 11:00 p.m.») | Номинация |
| 2010 | Выдающиеся достижения в сведении звука для телесериала | (эпизод «Day 8: 3:00 p.m. — 4:00 p.m.»)   | Номинация |

## Премия Американской ассоциации монтажёров
Премия Американской ассоциации монтажёров, также известная как премия «Эдди» — ежегодная американская награда за выдающиеся достижения в области монтажа кино и телевидения. Учреждена в 1962 году Американской ассоциацией монтажёров.
| Год  | Категория                                                    | Номинант                                                 | Результат |
| ---- | ------------------------------------------------------------ | -------------------------------------------------------- | --------- |
| 2002 | Лучший монтаж часового сериала для коммерческого телевидения | Крис Уиллингем (эпизод «4:00 a.m. — 5:00 a.m.»)          | Номинация |
| 2003 | Лучший монтаж часового сериала для коммерческого телевидения | Крис Уиллингем (эпизод «Day 2: 2:00 p.m. — 3:00 p.m.»)   | Номинация |
| 2004 | Лучший монтаж часового сериала для коммерческого телевидения | Скотт Пауэлл (эпизод «Day 2: 10:00 p.m. — 11:00 p.m.»)   | Победа    |
| 2006 | Лучший монтаж часового сериала для коммерческого телевидения | Крис Уиллингем (эпизод «Day 4: 10:00 p.m. — 11:00 p.m.») | Номинация |
| 2007 | Лучший монтаж часового сериала для коммерческого телевидения | Леон Ортис-Гил (эпизод «Day 5: 7:00 a.m. — 8:00 a.m.»)   | Номинация |
| 2010 | Лучший монтаж часового сериала для коммерческого телевидения | Леон Ортис-Гил (эпизод «Day 7: 8:00 p.m. — 9:00 p.m.»)   | Номинация |

## Премия Американского института киноискусства
Американский институт киноискусства, начиная с 2000 года, составляет список 10 лучших фильмов и телесериалов по итогам года и отмечает их своей премией.
| Год  | Категория                        | Номинант                  | Результат |
| ---- | -------------------------------- | ------------------------- | --------- |
| 2003 | 10 лучших телевизионных программ | Второй сезон «24 часа»    | Победа    |
| 2005 | 10 лучших телевизионных программ | Четвёртый сезон «24 часа» | Победа    |
| 2006 | 10 лучших телевизионных программ | Пятый сезон «24 часа»     | Победа    |

## Премия Американского общества композиторов, авторов и издателей
Американское общество композиторов, авторов и издателей ежегодно присуждает свою награду в 7 категориях, в частности за музыку к фильмам и телесериалам.
| Год  | Категория         | Номинант(ы) | Результат |
| ---- | ----------------- | ----------- | --------- |
| 2003 | Лучший телесериал | Шон Каллери | Победа    |
| 2006 | Лучший телесериал | Шон Каллери | Победа    |

## Премия Американского общества специалистов по кастингу
С октября 1985 года, Американское общество специалистов по кастингу присуждает награду Artios Awards за лучший подбор актерских ансамблей в фильмах, театральных постановках и на телевидении.
| Год  | Категория                                 | Номинант                                     | Результат |
| ---- | ----------------------------------------- | -------------------------------------------- | --------- |
| 2002 | Лучший кастинг драматического телесериала | Ричард Пагано, Деби Манвиллер, Пегги Кеннеди | Номинация |
| 2003 | Лучший кастинг драматического телесериала | Деби Манвиллер, Пегги Кеннеди                | Номинация |
| 2004 | Лучший кастинг драматического телесериала | Деби Манвиллер, Пегги Кеннеди                | Номинация |

## Премия Ассоциации телевизионных критиков
Премия Ассоциации телевизионных критиков — ежегодная американская премия за выдающиеся достижения в области телевидения. Награда учреждена в 1984 году Ассоциацией телевизионных критиков.
| Год  | Категория                                                              | Номинант        | Результат |
| ---- | ---------------------------------------------------------------------- | --------------- | --------- |
| 2002 | Личные достижения в драме                                              | Кифер Сазерленд | Номинация |
| 2002 | Лучшая новая программа                                                 |                 | Победа    |
| 2002 | Выдающиеся достижения в драме                                          |                 | Номинация |
| 2002 | Программа года                                                         |                 | Победа    |
| 2003 | Личные достижения в драме                                              | Кифер Сазерленд | Номинация |
| 2003 | Выдающиеся достижения в драме                                          |                 | Номинация |
| 2003 | Программа года                                                         |                 | Номинация |
| 2004 | Личные достижения в драме                                              | Кифер Сазерленд | Номинация |
| 2004 | Выдающиеся достижения в драме                                          |                 | Номинация |
| 2005 | Личные достижения в драме                                              | Кифер Сазерленд | Номинация |
| 2005 | Выдающиеся достижения в драме                                          |                 | Номинация |
| 2006 | Личные достижения в драме                                              | Кифер Сазерленд | Номинация |
| 2006 | Выдающиеся достижения в драме                                          |                 | Номинация |
| 2006 | Программа года                                                         |                 | Номинация |
| 2009 | Премия за выдающиеся достижения в кино, мини-сериале и специальном шоу | 24: Искупление  | Номинация |
| 2010 | Наследие телевидения                                                   |                 | Номинация |

## Премия «Выбор телевизионных критиков»
Основанная в 2011 году американская премия «Выбор телевизионных критиков» вручается ежегодно Ассоциацией телевизионных журналистов.
| Год  | Категория                          | Номинант                         | Результат |
| ---- | ---------------------------------- | -------------------------------- | --------- |
| 2015 | Лучший мини-сериал                 | «24 часа: Проживи еще один день» | Номинация |
| 2015 | Лучшая мужская роль в мини-сериале | Кифер Сазерленд                  | Номинация |

## Премия Гильдии киноактёров США
Премия Гильдии киноактёров США — американская кинопремия, присуждается Гильдией киноактёров США с 1995 года за кинофильмы и телевизионные сериалы. Премия является одной из самых престижных в мире киноиндустрии.
| Год  | Категория                                   | Номинант                         | Результат |
| ---- | ------------------------------------------- | -------------------------------- | --------- |
| 2009 | Лучший каскадёрский ансамбль в телесериалах |                                  | Победа    |
| 2014 | Лучший каскадёрский ансамбль в телесериалах | «24 часа: Проживи еще один день» | Номинация |

## Премия Гильдии продюсеров США
Премия Гильдии продюсеров США — ежегодная награда, вручаемая за выдающиеся достижения в кинематографе и телевидении Гильдией продюсеров Америки начиная с 1990 года.
| Год  | Категория                              | Номинант                                                                                    | Результат |
| ---- | -------------------------------------- | ------------------------------------------------------------------------------------------- | --------- |
| 2002 | Лучший продюсер драматического сериала | Брайан Грейзер, Тони Крантц, Говард Гордон, Роберт Кокран, Джоэл Сурноу, Сайрус Явн         | Победа    |
| 2003 | Лучший продюсер драматического сериала |                                                                                             | Номинация |
| 2005 | Лучший продюсер драматического сериала |                                                                                             | Номинация |
| 2006 | Лучший продюсер драматического сериала | Джоэл Сурноу, Роберт Кокран, Говард Гордон, Эван Кац, Джон Кассар, Майкл Лосефф, Майкл Клик | Номинация |
| 2008 | Лучший продюсер драматического сериала |                                                                                             | Номинация |

## Премия Гильдии режиссёров Америки
Премия Гильдии режиссёров Америки — ежегодная американская премия за выдающиеся достижения в области режиссуры кино и телевидения. Награда учреждена в 1948 году.
| Год  | Категория                               | Номинант | Результат |
| ---- | --------------------------------------- | --- | --------- |
| 2002 | Лучшая режиссура драматического сериала | Стивен Хопкинс (эпизод «12:00 a.m. — 1:00 a.m.»)                                                                           | Номинация |
| 2003 | Лучшая режиссура драматического сериала | Джон Кассар (эпизод «Day 2: 7:00 a.m. — 8:00 a.m»)                                                                         | Номинация |
| 2006 | Лучшая режиссура драматического сериала | Джон Кассар, Майкл Клик, Николь Бёрк, Марк Рабиновиц, Ребекка Левинсон, Скотт Ремик (эпизод «Day 5: 7:00 a.m. — 8:00 a.m») | Победа    |

## Премия «Сатурн»
Премия «Сатурн» — американская награда, вручаемая Академией научной фантастики, фэнтези и фильмов ужасов, начиная с 1972 года по результатам голосования членов Академии.
| Год  | Категория                   | Номинант        | Результат |
| ---- | --------------------------- | --------------- | --------- |
| 2007 | Лучшая телепостановка       |                 | Номинация |
| 2007 | Лучший актёр на телевидении | Кифер Сазерленд | Номинация |

## Премия «Спутник»
Премия «Спутник» — ежегодная награда, присуждаемая Международной академией прессы. Премия была основана в 1996 году в качестве альтернативы «Золотому глобусу».
| Год  | Категория                                   | Номинант        | Результат |
| ---- | ------------------------------------------- | --------------- | --------- |
| 2002 | Лучший драматический сериал                 |                 | Победа    |
| 2002 | Лучшая мужская роль в драматическом сериале | Кифер Сазерленд | Победа    |
| 2003 | Лучший драматический сериал                 |                 | Номинация |
| 2003 | Лучшая мужская роль в драматическом сериале | Кифер Сазерленд | Победа    |
| 2003 | Лучшая мужская роль второго плана в сериале | Деннис Хэйсберт | Номинация |
| 2003 | Лучшая женская роль второго плана в сериале | Сара Кларк      | Победа    |
| 2004 | Лучший DVD-релиз телевизионного шоу         |                 | Номинация |
| 2005 | Лучший DVD-релиз телевизионного шоу         |                 | Номинация |
| 2005 | Лучшая женская роль второго плана в сериале | Шохре Агдашлу   | Номинация |